# Ajsa Luna
Ajsa Luna (...) è una cantante ungherese.

## Biografia
Ajsa Luna si è fatta conoscere partecipando al brano di Beton.Hofi Tiszalök, che è arrivato in top ten nella Stream Top 40 slágerlista. Il suo album in studio di debutto, intitolato Világvége, è stato pubblicato nel marzo 2023 ed è stato sufficiente da regalarle l'MTV Europe Music Award al miglior artista ungherese alla gala annuale.
Nell'aprile 2024 viene pubblicato il secondo LP Illeg*lis partyk, che ha sancito il suo primo ingresso nella Album Top 40 slágerlista della Magyar Hangfelvétel-kiadók Szövetsége, debuttando in 32ª posizione. È stato anche premiato con un Fonogram Award.

## Discografia

### Album in studio
- 2023 – Világvége
- 2024 – Illeg*lis partyk

### Singoli
- 2020 – Hófehér
- 2020 – Egy árva szóval
- 2020 – Kérlek nézz a lábad elé (feat. Don C)
- 2020 – Ócska alkohol
- 2020 – Legszebb lány (con Hundred Sins)
- 2021 – Alma
- 2021 – Irigyek a csillagok
- 2022 – Ballada
- 2022 – Jobban, mint az epret
- 2023 – Vészterv
- 2023 – Spooky Season (feat. Sosehol)